# Saint-Rémy (Ain)
Pour les articles homonymes, voir Saint-Rémy.
Saint-Rémy est une commune française, située dans le département de l'Ain en région Auvergne-Rhône-Alpes.

## Géographie
Saint-Rémy est une commune se situant à la limite de la Bresse et de la Dombes.

### Climat
Pour des articles plus généraux, voir Climat d'Auvergne-Rhône-Alpes et Climat de l'Ain.
En 2010, le climat de la commune est de type climat océanique dégradé des plaines du Centre et du Nord, selon une étude du CNRS s'appuyant sur une série de données couvrant la période 1971-2000. En 2020, Météo-France publie une typologie des climats de la France métropolitaine dans laquelle la commune est dans une zone de transition entre le climat semi-continental et le climat de montagne et est dans la région climatique Bourgogne, vallée de la Saône, caractérisée par un bon ensoleillement (1 900 h/an), un été chaud (18,5 °C), un air sec au printemps et en été et des vents faibles.
Pour la période 1971-2000, la température annuelle moyenne est de 11,7 °C, avec une amplitude thermique annuelle de 18,1 °C. Le cumul annuel moyen de précipitations est de 1 064 mm, avec 11,8 jours de précipitations en janvier et 7,9 jours en juillet. Pour la période 1991-2020, la température moyenne annuelle observée sur la station météorologique de Météo-France la plus proche, « Ceyzériat_sapc », sur la commune de Ceyzériat à 12 km à vol d'oiseau, est de 11,7 °C et le cumul annuel moyen de précipitations est de 1 032,6 mm,. Pour l'avenir, les paramètres climatiques de la commune estimés pour 2050 selon différents scénarios d'émission de gaz à effet de serre sont consultables sur un site dédié publié par Météo-France en novembre 2022.

## Urbanisme

### Typologie
Au 1er janvier 2024, Saint-Rémy est catégorisée bourg rural, selon la nouvelle grille communale de densité à 7 niveaux définie par l'Insee en 2022.
Elle appartient à l'unité urbaine de Buellas, une agglomération intra-départementale dont elle est une commune de la banlieue,. Par ailleurs la commune fait partie de l'aire d'attraction de Bourg-en-Bresse, dont elle est une commune de la couronne,. Cette aire, qui regroupe 80 communes, est catégorisée dans les aires de 50 000 à moins de 200 000 habitants,.

### Occupation des sols
L'occupation des sols de la commune, telle qu'elle ressort de la base de données européenne d’occupation biophysique des sols Corine Land Cover (CLC), est marquée par l'importance des territoires agricoles (85,7 % en 2018), en diminution par rapport à 1990 (89,1 %). La répartition détaillée en 2018 est la suivante : 
terres arables (39,4 %), prairies (31 %), zones agricoles hétérogènes (15,3 %), zones urbanisées (8,3 %), forêts (3,5 %), zones industrielles ou commerciales et réseaux de communication (2,4 %), mines, décharges et chantiers (0,1 %).
L'évolution de l’occupation des sols de la commune et de ses infrastructures peut être observée sur les différentes représentations cartographiques du territoire : la carte de Cassini (XVIIIe siècle), la carte d'état-major (1820-1866) et les cartes ou photos aériennes de l'IGN pour la période actuelle (1950 à aujourd'hui).

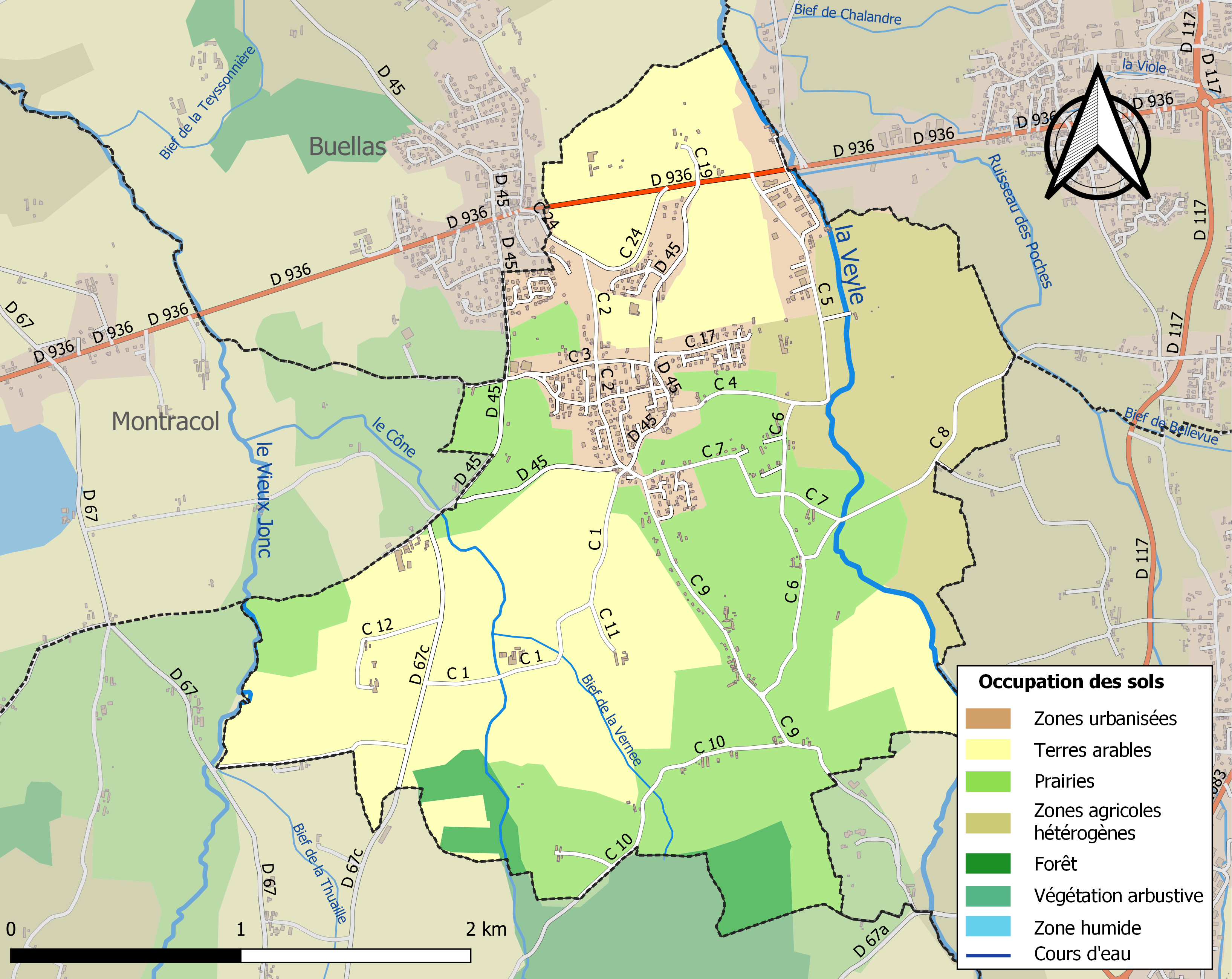
Carte des infrastructures et de l'occupation des sols de la commune en 2018 (CLC).

## Histoire

### Hameaux

#### Bondillon
Fief en toute justice possédé par le prieuré de Neuville-les-Dames.
Marc-Hilaire de Tenay, prieur commandataire, en reprit le fief en 1673, et l'aliéna, avec clause de réméré, le 4 décembre 1687, à Claude de la Coste, baron de Chandée.
Le 24 juillet 1722, les dames de Neuville le vendirent de nouveau à Joseph de Martinoux, conseiller du roi au présidial de Bresse, qui le légua, le 1er janvier 1742, à Jean-François Bernard, conseiller en l'élection de Bourg-en-Bresse. En 1765 il appartenait au seigneur de Borsac, qui le céda, par échange, à Antoine-Marie d’Apchon, comte d'Apchon, lequel en donna le dénombrement en 1774.

## Politique et administration

### Découpage territorial
La commune de Saint-Rémy est membre de la communauté d'agglomération du Bassin de Bourg-en-Bresse, un établissement public de coopération intercommunale (EPCI) à fiscalité propre créé le 1er janvier 2017 dont le siège est à Bourg-en-Bresse. Ce dernier est par ailleurs membre d'autres groupements intercommunaux.
Sur le plan administratif, elle est rattachée à l'arrondissement de Bourg-en-Bresse, au département de l'Ain et à la région Auvergne-Rhône-Alpes. Sur le plan électoral, elle dépend du  canton de Bourg-en-Bresse-2 pour l'élection des conseillers départementaux, depuis le redécoupage cantonal de 2014 entré en vigueur en 2015, et de la quatrième circonscription de l'Ain  pour les élections législatives, depuis le dernier découpage électoral de 2010.

### Administration municipale
| Période                                  | Période                   | Identité           | Étiquette | Qualité |
| ---------------------------------------- | ------------------------- | ------------------ | --------- | ------- |
| juin 1961                                | mars 2001                 | Arthur Chanel      |           |         |
| mars 2001                                | mars 2008                 | Paul Fauvet-Messat |           |         |
| mars 2008                                | août 2009                 | Jean-Yves Raffin   |           |         |
| août 2009                                | mars 2014                 | Monique Bruhière   |           |         |
| mars 2014                                | décembre 2020 (démission) | Martine Dusonchet  | SE        |         |
| mai 2021                                 | En cours                  | Christophe Mallet  |           |         |
| Les données manquantes sont à compléter. |                           |                    |           |         |

## Démographie
L'évolution du nombre d'habitants est connue à travers les recensements de la population effectués dans la commune depuis 1793. Pour les communes de moins de 10 000 habitants, une enquête de recensement portant sur toute la population est réalisée tous les cinq ans, les populations de référence des années intermédiaires étant quant à elles estimées par interpolation ou extrapolation. Pour la commune, le premier recensement exhaustif entrant dans le cadre du nouveau dispositif a été réalisé en 2006.

En 2022, la commune comptait 922 habitants, en évolution de −7,71 % par rapport à 2016 (Ain : +5,15 %, France hors Mayotte : +2,11 %).
| 1793 | 1800 | 1806 | 1821 | 1831 | 1836 | 1841 | 1846 | 1851 |
| ---- | ---- | ---- | ---- | ---- | ---- | ---- | ---- | ---- |
| 236  | 205  | 253  | 212  | 260  | 256  | 253  | 267  | 335  |

| 1856 | 1861 | 1866 | 1872 | 1876 | 1881 | 1886 | 1891 | 1896 |
| ---- | ---- | ---- | ---- | ---- | ---- | ---- | ---- | ---- |
| 342  | 362  | 343  | 352  | 329  | 333  | 353  | 347  | 322  |

| 1901 | 1906 | 1911 | 1921 | 1926 | 1931 | 1936 | 1946 | 1954 |
| ---- | ---- | ---- | ---- | ---- | ---- | ---- | ---- | ---- |
| 333  | 335  | 346  | 349  | 345  | 329  | 294  | 310  | 320  |

| 1962 | 1968 | 1975 | 1982 | 1990 | 1999 | 2006 | 2011 | 2016 |
| ---- | ---- | ---- | ---- | ---- | ---- | ---- | ---- | ---- |
| 303  | 302  | 432  | 551  | 668  | 813  | 818  | 942  | 999  |

| 2021 | 2022 | - | - | - | - | - | - | - |
| ---- | ---- | - | - | - | - | - | - | - |
| 943  | 922  | - | - | - | - | - | - | - |

## Culture locale et patrimoine

### Lieux et monuments
- Église de Saint-Rémy.

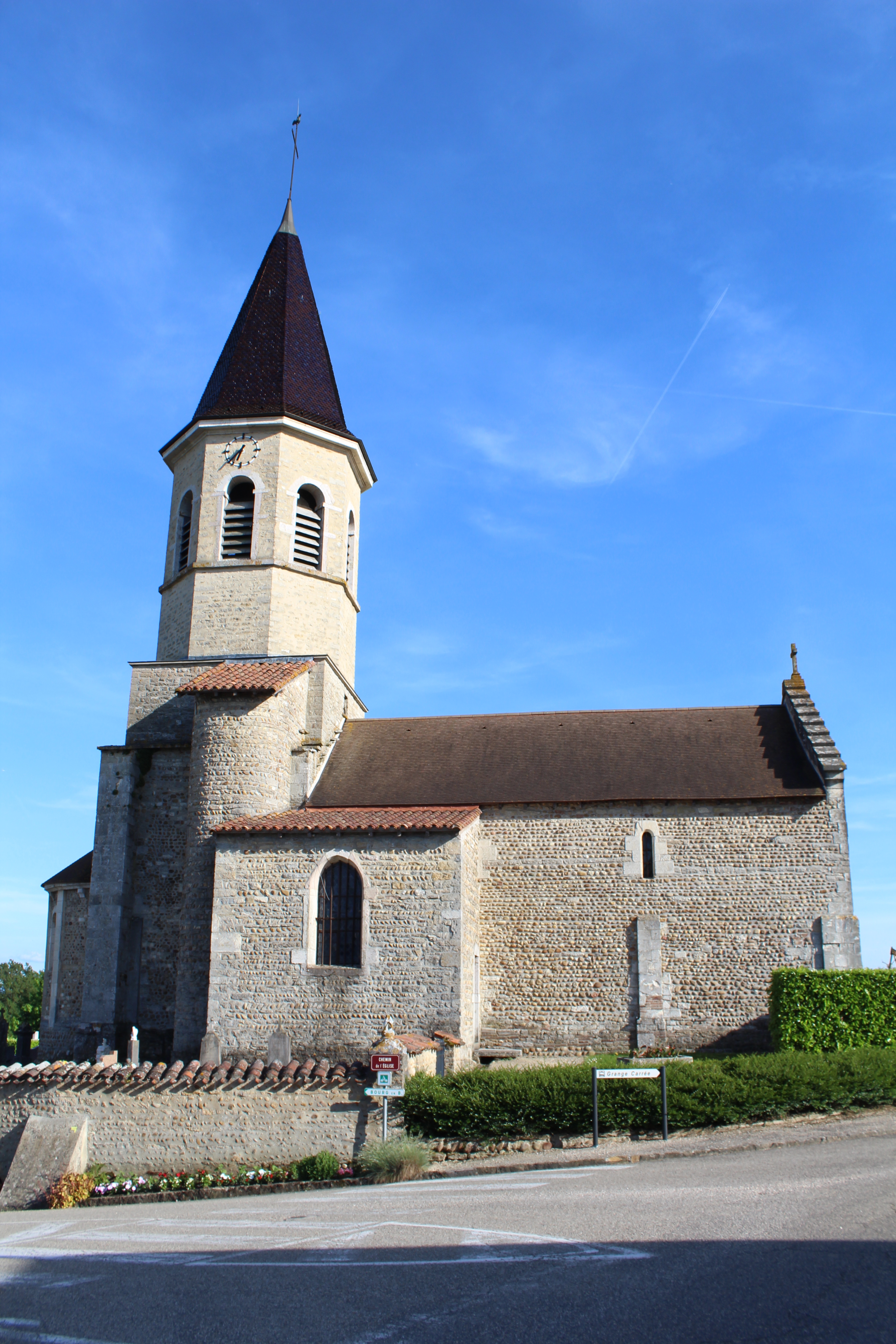
L'église Saint-Rémy.

- Maison forte du Châtelard (pour mémoire) — La maison forte fut bâtie par Berard de Lyonnières vers 1280.

### Espaces verts et fleurissement
En 2014, la commune de Saint-Rémy bénéficie du label « ville fleurie » avec « 1 fleur » attribuée par le Conseil national des villes et villages fleuris de France au concours des villes et villages fleuris.